# 人種別三院制議会
人種別三院制議会（じんしゅべつさんいんせいぎかい、英語: Tricameral Parliament）は、1983年南アフリカ共和国憲法によって成立した、1984年 - 1994年間の南アフリカ共和国議会。4つの人種グループのうち、白人及び白人を基盤とする政権与党国民党が依然として強大な政治的権力を握る一方、カラードやインド系には限られた参政権のみが付与され、黒人は完全に政治から締め出されたままであった。

## 歴史
人種別三院制議会の起源は、上院が白人、カラード、インド系、中国系からなる大統領評議会に転換された1981年に遡ることができる。
ピーター・ウィレム・ボータ首相からの要求により、1982年に大統領評議会は改憲・政治改革案を決議した。この決議は白人、カラード、インド系のコミュニティ間の「パワーシェアリング」（権力の分配）を求めるものであった。国民党右派はこの提案に対して大変な不快感を示し、国民党トランスヴァール州代表であるアンドリース・トリューニヒト大臣らが離党し、アパルトヘイトがもっとも厳格だったヘンドリック・フルウールト政権時の政策に戻る事を基本政策とする保守党を結成した。
しかし、ボータは大統領評議会決議に基づく改革を続行し、1983年、国民党政府は新たな議会の形態に移行した。

### 国民投票
改憲案成立の是非を問う白人有権者による国民投票は1983年11月2日に実施された。黒人排除に反対する連邦進歩党とカラード及びインド系の政治参加に反対する国民党はいずれも否決キャンペーンを展開した。保守系の反対団体は、1979年のローデシアでのアパルトヘイト廃止を反映して、ローデシアはイエスに投票した－我々はノーに投票しよう！（"Rhodesia voted yes – vote no!"）と書かれた横断幕を掲げて、政治改革に反対した。
しかし、連邦進歩党支持層の大半と一部の反政府系英語メディアは新憲法を「正しい道への第一歩」として支持した。その結果、総投票数の66.3%が憲法改正賛成に回った。改憲案は議会で可決された。

### 反対運動
上下院議員を選出する1984年南アフリカ総選挙は大々的な反対運動の中で行われた。アフリカ民族会議支持層を中心とするコミュニティ組織や労働組合によって統一民主戦線が組織され、選挙ボイコットした。選挙ボイコットは広く支持されたが、新憲法は公布され、選挙は実施された。
インド系およびカラードの議員は投票率の低さから、信頼性の問題に直面した。例として、1984年選挙での投票率は16.2%に過ぎなかった  。これらの議院の議員はしばしばアパルトヘイト制度下で差別的に扱われた。1987年、白人議会の野党進歩連邦党（現在の民主同盟の前身）の指導者Frederik van Zyl Slabbertは、三院制が南アフリカの政治の将来にとって愈々意味を見いだせなくなったとして議員辞職した。

## 所在地
人種別三院制議会は、国会議事堂からごく近い場所に新設された議事堂に置かれた。2009年現在、国民議会が置かれており、全国州評議会は旧国会議事堂に置かれている。内装には三角形の木製モザイク模様など三院制議会の面影が残っている。

## 機構

### 議院
議会は3つの議院ごとにそれぞれ議院が選出された。
- 白人議会（House of Assembly、定数178）- 事実上一院制として機能した。
- カラード議会（House of Representatives、定数85）
- インド人議会（House of Delegates、定数45）

原案では、白人議会を「議会」、インド人議会を「代議院」としていた。旧上院は1981年に廃止された。
3つの議会は、教育、社会福祉、家庭、地方政府、芸術文化、娯楽などそれぞれの民族グループについての立法を司った。
防衛、金融、外交、司法、治安、交通、商業、産業、雇用、内政、農業などの国政全般に関わる問題は、3委員会による常設合同委員会で協議された。

### 統治
首相は廃止され、その権限は大統領に移管された。これにより大統領の権限は大幅に強化された。大統領は88人からなる選挙人団により選出されたが、その構成は白人50、カラード25、インド系13であり、選挙人団は国会議員から選出された。大統領は国政全般に関わる問題を管轄する閣僚を選出した。3つの議院ごとに選出される閣僚評議員はそれぞれの民族に関する事項を管轄した。
各院での議決の不一致の場合は、大統領議会での特別立法により、解決が図られた。改憲案によれば、60人の議員で構成され、20人が白人議会、10人がカラード議会、5人がインド人議会から指名され、残り25人は大統領が直接指名することとされていた。
大統領議会は白人優位の人数比率から、実質的に白人議会の意向により運営され、白人議会の決議をカラード議会およびインド人議会が変えることはできず、国民党が圧倒的過半数を占める白人議会による統治が行われた。
また、依然として黒人はバントゥースタン（ホームランド）の国民であると主張されたため、引き続き参政権は付与されなかった。

## 議会の終焉
成立から10年後の1994年、1993年南アフリカ共和国憲法が議会を通過し、それにより、同年4月27日に同国初の全人種平等の選挙が実現した。

## 脚註
1. ↑  Colour, confusion and concessions: the history of the Chinese in South Africa – Melanie Yap, Dianne Leong
2. ↑  Whose Kith and Kin Now?, Peter Godwin, サンデー・タイムズ, 25 March 1984
3. ↑  Elections in South Africa African Elections Database
4. ↑  South Africa and the Consociational Option: A Constitutional Analysis, Laurence Boulle, Juta, 1984, page 152
5. ↑  South Africa: Official Yearbook of the Republic of South Africa, Department of Information, 1979, page 952